# Blyth Valley
Blyth Valley este un district ne-metropolitan din Regatul Unit, situat în comitatul Northumberland din regiunea North East, Anglia.

## Orașe din district
- Blyth
- Cramlington